# Screaming Trees
Screaming Trees foi uma banda de rock estadunidense formada em 1985, considerada parte do movimento grunge do início dos anos noventa. O som da banda era uma mistura da psicodelia dos anos sessenta com o rock agressivo da costa oeste dos Estados Unidos. Embora os críticos elogiassem o grupo, ele jamais alcançou o status de outras bandas do movimento, como o Nirvana e o Soundgarden. A banda acabou em 2000, quatro anos após o lançamento de seu sétimo álbum, "Dust", de 1996.

## História

### 1985–1989: Formação e primeiros lançamentos
O Screaming Trees foi formado em Ellensburg, cidade próxima de Seattle, no estado de Washington, em 1985, pelos amigos Mark Lanegan, Van Conner e Gary Lee Conner. O nome da banda foi retirado de um pedal de distorção. Gravaram sua primeira fita demo, "Other Worlds", em 1985, com o produtor Steve Fisk, no estúdio Creative Fire em Ellensburg. A gravação do primeiro álbum da banda, Clairvoyance, ocorreu em 1986. A boa repercussão do disco na época levou a um contrato com o selo SST Records -  gravadora independente mais importante daquela década.
O primeiro álbum pela nova gravadora foi "Even If and Especially When", lançado em 1987. A característica do Screaming Trees era o som que mistura a psicodelia dos anos sessenta  com o hard rock dos anos setenta, além de toda a agressividade do rock de garagem das bandas dos anos oitenta. Após o lançamento do primeiro álbum, a banda começou a excursionar pelo circuito indie norte-americano, se apresentando por todo o país. Ainda pela SST, em 1988 foram lançados o EP "Other Worlds", contendo as seis músicas demos que foram gravadas em 1985, e o álbum Invisible Lantern; no ano seguinte lançam Buzz Factory, quarto álbum de estúdio lançado pela banda e último trabalho lançado pelo selo SST.

### 1990–2000: Epic Records
Durante o ano de 1990, os membros da banda participam de projetos paralelos, incluindo Mark Lanegan, que grava seu primeiro álbum solo, The Winding Sheet. No final daquele ano, a banda assinaria um contrato com o selo Epic Records. Em 1991, foi lançado Uncle Anesthesia, que contou com a participação de Chris Cornell, vocalista do Soundgarden, como produtor do álbum. Logo após o lançamento do álbum, Van Conner se afastou temporariamente da banda, optando por fazer uma turnê como baixista para o Dinosaur Jr. Antes do início da turnê de divulgação do disco, o baterista Mark Pickerel deixou a banda e retornou a Ellensburg onde abriu uma loja de discos. Para seu lugar, foi chamado Barrett Martin, baterista da banda Skin Yard.
O auge do Screaming Trees veio em 1992, quando o grupo lançou o álbum Sweet Oblivion, que contou com canções como "Dollar Bill", "Julie Paradise", "Winter Song" e o carro-chefe do disco, "Nearly Lost You". O álbum vendeu cerca de 300 mil cópias, graças a enorme exposição do videoclipe desta canção, e de sua inclusão na trilha sonora do filme Singles. A banda iniciou uma longa turnê de divulgação do disco, onde as brigas entre os membros se tornaram recorrentes. Ao final da turnê, a banda decidiu se separar temporariamente, e os integrantes tornaram a se dedicar aos seus trabalhos paralelos. Nesse período, Lanegan grava seu segundo álbum solo, Whiskey for the Holy Ghost, e Martin se torna baterista do Mad Season.
O Screaming Trees só retomaria as atividades em 1995, com a gravação do álbum Dust, lançado em 1996. Apesar das críticas positivas, o álbum não vendeu bem, muito em função dos quatro anos que a banda permaneceu afastada da mídia. O guitarrista Josh Homme, da banda Kyuss, foi contratado para a turnê do disco. Nessa época, Lanegan enfrentava problemas com drogas, o que acabou prejudicando o restante da turnê.
Logo após a turnê, a banda entra novamente em um hiato. Lanegan lança seu terceiro álbum solo, Scraps at Midnight, em 1998, Van Conner participa da banda Gardener e Martin monta a banda instrumental Tuatara, junto com Peter Buck, do R.E.M.. Embora se reunissem esporadicamente, o lançamento de um novo álbum solo de Lanegan em 1999 parecia confirmar que a tensão entre os membros da banda impossibilitaria seu retorno. Em 2000, a banda chega a lançar um single na internet, intitulado "One Way Conversation", mas logo após o show de abertura do Seattle's Experience Music Project, em 25 de junho, a banda oficialmente anuncia o seu término.

### Após o término
Em Junho de 2011, Barrett Martin anunciou em seu Facebook que as demos gravadas em 1998 e 1999 seriam lançadas como um álbum, intitulado "Last Words: The Final Recordings", no dia 2 de Agosto de 2011.

## Membros

### Última formação
- Mark Lanegan (vocalista) (1985 a 2000)
- Gary Lee Conner (guitarrista) (1985 a 2000)
- Van Conner (baixista) (1985 a 2000)
- Barrett Martin (baterista) (1991 a 2000)

### Ex-membros
- Mark Pickerel (baterista) (1985 a 1991)

### Membros de turnê
- Donna Dresch (baixista) (1988 e 1991)
- Sean Hollister (baterista) (1991)
- Dan Peters (baterista) (1991)
- Josh Homme (guitarrista) (1996 a 1998)

## Discografia
Álbuns de estúdio
- Clairvoyance (1986)
- Even If and Especially When (1987)
- Invisible Lantern (1988)
- Buzz Factory (1989)
- Uncle Anesthesia (1991)
- Sweet Oblivion (1992)
- Dust (1996)
- Last Words: The Final Recordings (2011)